# 15Colors
『15Colors』（フィフティーンカラーズ）は、May'nのミニアルバム。デビュー15周年を記念して2020年11月11日に3枚のミニアルバムが配信リリースされた。

## 背景・リリース
May'nのミニアルバムとしては前作『 YELL!!』から約1年4か月ぶりのリリースとなる。
2020年10月21日にファンクラブ限定で発売された写真集「15Colors」にミニアルバム3作品が同梱された。

全15曲のLyric Videoが順次、公開された。

ジャケットデザインは、3作品共にいちご飴が手がけている

## 収録内容

### 15Colors -nu skool-
YouTubeなどネットで話題のサウンドプロデューサー達とのコラボレーション。
個性あふれるプロデューサー陣のフィールドに飛び込み、15周年だからこそ新境地に挑んだ意欲作。
1. オート・マタ [03:23]
作詞・作曲・編曲：sasakure.UK
May'n「オート・マタ」リリックビデオ - YouTube
2. 春夢 [03:46]
作詞・作曲・編曲：羽生まゐご
May'n「春夢」リリックビデオ - YouTube
3. かわりゆくもの [03:45]
作詞・作曲・編曲：はるまきごはん
May'n「かわりゆくもの」リリックビデオ - YouTube
4. 人生進行形 [03:53]
作詞・作曲・編曲：MIMI
May'n「人生進行形」リリックビデオ - YouTube
5. Digital Flower [03:12]
作詞・編曲：Yamato Kasai from Mili、作曲：有坂美香
May'n「Digital Flower」リリックビデオ - YouTube

### 15Colors -unplugged-
より一層”声”にクローズアップしたアンプラグドミュージック。
グラミー賞受賞の作曲家ジェイソン・ハウランドが全曲プロデュース。
1. LOVE, Close to me [04:15]
作詞：May'n、作曲・編曲：Jason Howland
May'n「LOVE, Close to me」リリックビデオ - YouTube
2. shining ways [03:46]
作詞：May'n、小澤ちひろ、作曲・編曲：Jason Howland
May'n「shining ways」リリックビデオ - YouTube
3. Goodbye Dear home [04:28]
作詞：May'n、作曲・編曲：Jason Howland
May'n「Goodbye Dear home」リリックビデオ - YouTube
4. Sweet fluffy [03:29]
作詞：May'n、作曲・編曲：Jason Howland
May'n「Sweet fluffy」リリックビデオ - YouTube
5. Sing Of Dreams [04:37]
作詞：May'n、作曲・編曲：Jason Howland
May'n「Sing Of Dreams」リリックビデオ - YouTube

### 15Colors -soul tracks-
May'nの音楽的ルーツ、ダンスミュージックを再びヒットアップ。
日本のダンスミュージック界を牽引するプロデューサー陣に加え、Spotifyで再生数が800万超えの新進気鋭のプロデューサー・Jengiが参加。
1. I'm alright [03:17]
作詞：Kiyoshi Ikegami、Sound Produced：Chocoholic, Kiyoshi Ikegami
May'n「I'm alright」Lyric Video - YouTube
2. Living My Life [03:22]
作詞：Mika Arisaka、Sound Produced：VivaOla
May'n「Living My Life」Lyric Video - YouTube
3. CAN NOT STOP [04:11]
作詞：May'n、Sound Produced：Mori Zentaro
May'n「CAN NOT STOP」Lyric Video - YouTube
4. melodies [03:57]
作詞：May'n、Sound Produced：TiMT from PEARL CENTER
May'n「melodies」Lyric Video - YouTube
5. Hopelessly In Love [03:41]
作詞：Mika Arisaka、作曲：Big Brother、Sound Produced：Jengi
May'n「Hopelessly In Love」Lyric Video - YouTube